# Todor Burmov
Todor Stojanov Burmov (in bulgaro Тодор Стоянов Бурмов?; Gabrovo, 2 gennaio 1834 – Sofia, 25 ottobre 1906) è stato un politico bulgaro e il primo uomo a ricoprire la carica di primo ministro del principato di Bulgaria dal 17 luglio 1879 al 6 dicembre 1879.

## Biografia
Burmov era un amico di Alessandro I di Bulgaria e perciò venne scelto come primo ministro del neonato regno il 17 luglio 1879 nonostante la posizione debole dei conservatori. Il governo di Burmov fu coinvolto soprattutto nel tentativo di dare stabilità al nuovo paese, inclusa l'introduzione della legge marziale a Varna ed in altre aree con forte presenza musulmana. Il governo Burmov si dimostrò fallimentare, soprattutto a causa del mancato sostegno ai conservatori nell'Assemblea nazionale, e cadde nello stesso anno.